# 209e division d'infanterie
Pour les articles homonymes, voir 209e division.
La  209e division d'infanterie  (en allemand : 209. Infanterie-Division ou 209. ID) est une des divisions d'infanterie de la Wehrmacht durant la Seconde Guerre mondiale.

## Création
La 209. Infanterie-division est formée le 26 août 1939 dans le Wehrkreis IV avec du personnel de la Landwehr en tant qu'élément de la 3. Welle (3e vague de mobilisation).
Elle est dissoute après sa participation à la campagne de France, son Infanterie-Regiment 414 étant transféré à la 122. Infanterie-Division.

## Organisation

### Commandants
| Date                                | Grade           | Commandant   |
| ----------------------------------- | --------------- | ------------ |
| 1er septembre 1939 - 7 janvier 1940 | Generalleutnant | Hans Stengel |
| 7 janvier 1940 - 1er août 1940      | Generalleutnant | Wolf Schede  |

## Théâtres d'opérations
- Allemagne et Pologne : septembre 1939 - août 1940

## Ordres de bataille
- Infanterie-Regiment 304
- Infanterie-Regiment 394
- Infanterie-Regiment 414
- Artillerie-Regiment 209
  - I. Abteilung
  - II. Abteilung
  - III. Abteilung
  - IV. Abteilung
- Pionier-Bataillon 209
- Feldersatz-Bataillon 209
- Panzerabwehr-Abteilung 209
- Aufklärungs-Abteilung 209
- Infanterie-Divisions-Nachrichten-Abteilung 209
- Infanterie-Divisions-Nachschubtruppen 209